# Lijst van voetbalinterlands Amerikaanse Maagdeneilanden - Curaçao
Deze lijst van voetbalinterlands is een overzicht van alle officiële voetbalwedstrijden tussen de nationale teams van de Amerikaanse Maagdeneilanden en Curaçao. De landen speelden tot op heden vier keer tegen elkaar. De eerste ontmoeting was een kwalificatiewedstrijd voor het Wereldkampioenschap voetbal 2014 op 11 november 2011 in Frederiksted. Het laatste duel, een kwalificatiewedstrijd voor de CONCACAF Nations League 2019/20, vond plaats in Bradenton (Verenigde Staten) op 12 oktober 2018.

## Wedstrijden
| № | Plaats       | Datum            | Competitie                                   | Wedstrijd                 | Uitslag |
| - | ------------ | ---------------- | -------------------------------------------- | ------------------------- | ------- |
| 1 | Frederiksted | 11 november 2011 | WK 2014 kwalificatie                         | Am. Maagdeneil. − Curaçao | 0 − 3   |
| 2 | Willemstad   | 15 november 2011 | WK 2014 kwalificatie                         | Curaçao − Am. Maagdeneil. | 6 − 1   |
| 3 | Willemstad   | 7 juni 2016      | Caribbean Cup 2017 kwalificatie              | Curaçao − Am. Maagdeneil. | 7 − 0   |
| 4 | Bradenton    | 12 oktober 2018  | CONCACAF Nations League 2019/20 kwalificatie | Am. Maagdeneil. − Curaçao | 0 − 5   |

## Samenvatting
| Competitie                    | Totaal gespeeld | Winst Am. Maagdeneil. | Gelijk | Winst Curaçao | Doelsaldo Am. Maagdeneil. – Curaçao |
| ----------------------------- | --------------- | --------------------- | ------ | ------------- | ----------------------------------- |
| WK-kwalificatie               | 2               | 0                     | 0      | 2             | 1 − 9                               |
| CONCACAF Nations League-kwal. | 1               | 0                     | 0      | 1             | 0 − 5                               |
| Caribbean Cup-kwalificatie    | 1               | 0                     | 0      | 1             | 0 − 7                               |
| Totaal                        | 4               | 0                     | 0      | 4             | 1 − 21                              |

Wedstrijden bepaald door strafschoppen worden, in lijn met de FIFA, als een gelijkspel gerekend.